# HMS Shah (D21)
Авіаносець «Шах» (англ. HMS Shah (D21)) — ескортний авіаносець США часів Другої світової війни типу «Боуг» (2 група, тип «Ameer»/«Ruler»), переданий ВМС Великої Британії за програмою ленд-лізу.

## Історія створення
Авіаносець «Шах» був закладений 13 листопада 1942 року на верфі «Seattle-Tacoma Shipbuilding Corporation» під назвою «USS Jamaica (CVE-43)». Спущений на воду 21 квітня 1943 року. Переданий ВМС Великої Британії, вступив у стрій під назвою «Шах» 27 вересня 1943 року.

## Історія служби
Після вступу у стрій у листопаді 1943 року авіаносець «Шах» перейшов у Англію, а у січні-лютому 1944 року - в Коломбо, де був включений до складу Східного флоту.
З липня 1944 року по лютий 1945 року авіаносець здійснював супровід конвоїв та пошук підводних човнів в Індійському океані.
З лютого по квітень 1945 року пройшов ремонт у Дурбані, після чого до завершення війни бав участь у бойових діях біля берегів Бірми, Суматри, Нікобарських та Андаманських островів.
6 грудня 1946 року авіаносець «Шах» був повернутий США, де 7 лютого 1947 року був виключений зі списків флоту. 
20 червня 1947 року корабель був проданий Аргентині, та переобладнаний на торгове судно, яке використовуватись під назвою «Salta» .
У 1963 році, під час рейсу з Генуї в Буенос-Айрес корабель «Сальта» врятував 475 пасажирів та членів екіпажу грецького лайнера «Лаконія», на якому виникла пожежа.
У 1966 році корабель був розібраний на метал в Буенос-Айресі.